# Acanthascus tenuis
Acanthascus tenuis är en svampdjursart som först beskrevs av Schulze 1899.  Acanthascus tenuis ingår i släktet Acanthascus och familjen Rossellidae. Inga underarter finns listade i Catalogue of Life.